# 石頭公 (地名)
石頭公，是臺灣彰化縣社頭鄉的一個傳統地域名稱，位於該鄉中部偏東至東部。相較於今日行政區，其範圍大致包括平和村、泰安村、仁和村、朝興村不含東南部。

## 歷史
台灣清治末期至日治初期，石頭公地區為一街庄，稱為「石頭公庄」，隸屬於武東堡。該庄北與湳雅庄為鄰，東與施厝坪庄為鄰，南邊為許厝藔庄，西邊為崙雅庄、舊社庄。
1901年（日治明治三十四年）11月，全台廢縣廳改設二十廳，該庄隸屬於彰化廳。1903年（明治三十六年）6月，該庄編入「社頭區」，隸屬於彰化廳。1909年（明治四十二年）10月，合併二十廳為十二廳，社頭區改隸屬於臺中廳。1920年（大正九年），該庄改制為「石頭公」大字，隸屬於臺中州員林郡社頭庄。
戰後社頭庄改制為社頭鄉，隸屬於臺中縣，大字亦改制為村。1950年10月，中、彰、投分治，社頭鄉改隸屬彰化縣。

## 聚落
本地區發展較早的聚落為石頭公、潮興，在日治期初期的官方地圖上已有記載。此外，本地區尚有大坑聚落。

## 交通
縣道137號（山腳路三段～二段）是彰化至二水源泉的道路，主要沿八卦台地西側山麓地帶而行，大致以西北—東南走向轉北北西—南南東走向再轉縱向蜿蜒經過本地區中部偏西地帶。由該道路向西北轉北北西可前往員林、大村、花壇、彰化，向南可前往田中、二水等地。
縣道139號（八卦路、八德路）是伸港鄉新港至鹿谷鄉初鄉的道路，本地區所在路段係沿八卦台地稜線而築，大致以縱向蜿蜒經過本地區東部邊界外不遠處。由該道路向北可前往芬園鄰員林邊界地帶、芬園與大村交界地帶、芬園與花壇交界地帶、花壇與彰化交界地帶、彰化、和美、線西等地，向南轉東微北可前往南投、中寮、集集、鹿谷等地。
鄉道彰86線（石坑一巷、清石產業道路、石頭公步道）是仁和至南投市福山的道路，其西側端點位於本地區中部偏西的縣道137號路口。由此向東南東轉東北東再轉東南東蜿蜒而行，至清石產業道路路口轉北北東，至石頭公步道路口轉東微北可前往本地區東部山區。該鄉道昔日為跨縣鄉道彰投86線，可通往南投市福山村；目前小型車僅能到達2.2公里處。
鄉道彰154線（社石路、水源路）是海豐至朝興的道路，其東側端點位於本地區南部偏西的縣道137號路口。由此向西蜿蜒而行，出境後可前往舊社、社頭市區、社頭與崙雅交界地帶、崙雅與張厝交界地帶、張厝與大紅毛社交界地帶、小紅毛社、鎮平南部、曾厝崙、饒平厝、饒平厝與田尾交界地帶、田尾與溪子頂交界地帶、田尾、溪子頂並止於鄉道彰152線。

## 學校
- 朝興國小

## 廟宇
- 社頭泰安宮（石神廟）